# 醍醐花宴
醍醐花宴是慶長三年三月十五日（1598年4月20日），由丰臣秀吉在京都醍醐寺举行的赏花（樱花）活动。根据记录参加此次赏花活动不仅有丰臣秀吉的家人，还有1300位日本各地的大名及部分他们的家属。
在行进的队列中：
首位是高台院（北政所，秀吉正室），
第二位是淀姬（茶茶，淺井長政長女，秀吉侧室），
第三位是松之丸殿（龍子，京極高吉女，秀吉侧室），
第四位是三之丸殿（織田信長女，秀吉侧室），
第五位是加賀殿（摩阿，前田利家三女，秀吉侧室）。
前田利家的夫人阿松（芳春院）也在其中。
当日赏花所作和歌被集成册仍在醍醐寺三宝院内保管。现在醍醐寺在4月第二个星期日举行纪念活动。